# Краузе, Карл Христиан Фридрих
Краузе, Карл Христиан Фридрих  нем. Krause (6 мая 1781 в Тюрингии — 27 сентября 1832 в Мюнхене) — немецкий философ .

## Биография
В Берлине и Геттингене Краузе читал частным образом лекции по философии, но ему не удалось получить профессуру, ввиду его симпатии к учению франкмасонов. В Геттингене против него начато даже было уголовное преследование, как против провозвестника союза человечества. В 1811 г. исключен из числа масонов, за опубликованное о масонстве сочинение. Масонству Краузе посвятил «Die drei ältesten Kunsturkunden der Freimaurerbrüderschaft» (Дрезд., 3 изд. 1849), «Höhere Vergeistigung der echt überlieferten Grundsymbole der Freimaurerei» (Фрейбург, 1810) и «Urbild d. Menschheit» (Дрезд., 1819).
В течение своей жизни Краузе не раз приходилось бороться с заботами о куске хлеба и со всякого рода нуждою. Краузе стремился примирить субъективную доктрину Фихте с объективным учением Шеллинга, изменив их христианским взглядом на вещи. Он исходит из сознания, в котором находит непосредственное познание божества. Само по себе (an sich) божество чисто от всякого противоречия, оно чистое тождество. В себе (in sich) оно содержит все противоположения и прежде всего основное — природы и разума. Божество находится вне мира: оно беспредельно, между тем как мир имеет пределы. Оно находится и в мире; иначе божество не было бы все Сущее.
К пантеистическим атрибутам божества надо присоединить моральные. Это учение — не деизм и не пантеизм чистый, а  панентеизм (все в Боге). Организм, в котором осуществляется божество — мир, представляющий собою не что иное как божество, раскрытое в пространстве и времени. Самая совершенная часть мира — человеческий индивидуум, в котором соединяются природа и разум. Цель индивидуума жить, по возможности, в Боге. Жизнь всей вселенной резюмируется в нём: он, в свою очередь, видоизменяет её своей свободой. Но индивидуум не может рассматриваться отдельно. Будучи сам в себе целым, он вместе с тем — часть организмов с постепенно увеличивающимся объёмом: семьи, рода, народа, расы, человечества.
Человечество — это «царство духов», в котором разум распределяется органическим способом. Души, составляющие его вечны; они осуществляют божество через преемство существования. Божество есть целостное благо, которое человек должен осуществлять в своей жизни. Определение этого человеческого блага составляет содержание наиболее важной части системы Краузе — его «практической философии». Сюда входит теория религии, теория нравственности и теория права. Оригинальна последняя. На право следует смотреть не как на совокупность условий внешней свободы (по учению Канта и Фихте), а как на совокупность целостной свободы; право обнимает все человеческое существо, в его стремлении к божественной жизни.
Каждый из организмов, составляющих переход от индивидуума к человечеству, имеет своё право. Эти системы права подчиняются праву человечества, обнимающему их все. Право не имеет смысла иначе как в отношении к прогрессу. Эта цель делает законными некоторые формы права, которые кажутся тираническими, напр. право уголовное: это временное покровительство, опека. Теории нравственности и религии освещены философией истории. Краузе понимает её очень схоже с позитивизмом. Живое существо развивается пo двум законам, восходящему и нисходящему. Каждый из этих двух законов осуществляется в трех последовательных моментах: момент зачаточный, роста и зрелости. В первом возрасте человечества содержатся зачатки нравственности и религии: человек соединен с Богом каким-то смутным инстинктом, магнетическим родством. Век роста содержит три подразделения: политеизм, с рабством и тиранией, монотеистические и фанатические средние века и, наконец, век освобождения, терпимости и цивилизации.

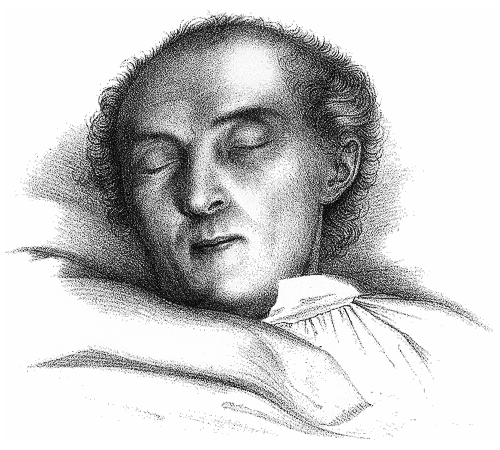
Краузе на смертном одре

Этот век подготовлен знанием о сущем, провозвестниками которого являются, по Краузе, Кант, Спиноза и он сам. Человечество узнает и старость, дряхлость и смерть. Эта система, представляющая странную смесь знания и фантазии, создала Краузе несколько учеников, особенно в Германии и Бельгии; главные из них явились издателями его книг. В их числе были Аренс, Тиберген, Линдеман, Леонгарди и другие.
Особенное распространение краузизм имел в Испании и Латинской Америки. Последователями Краузе были национальный герой Кубы Хосе Марти, видевший в мыслях Краузе отражение своих идей, и Филиппин — Хосе Рисаль (Филиппины как и Куба в то время были испанской колонией).
Философия Краузе была влиятельна в некоторых странах Латинской Америки вплоть до Второй Мировой Войны. Панентеизмом именовал свою философию С. Л. Франк.

## Сочинения
Главные сочинения Краузе:
- «Grundla g e des Naturrechts oder philosophischer Grundriss des Ideals des Rechts» (Иена, 1803);
- «Entwurf des Systems der Philosophie» (там же, 1804);
- «System der Sittenlehre» (Лпц., 1810 и 1887);
- «Das Urbild der Menschheit» (Дрезд., 1812; Геттинг., 1851);
- «Abriss d es Systems der Philosophie»  (1 отд.: аналитическая философия, Геттинг., 1825);
- «Abriss des systems der Logik» (Геттинг., 1825 и 1828);
- «Abriss des Systems der Rechtsphilosophie» (там же, 1828);
- «Vorlesungen ü ber das System der Philosophie» (там же, 1828; 2 изд. Пpara, 1868—1869); «Vorlesungenüber die Grundwahrheiten der Wissenschaft» (там же. 1829; Прага, 1868-69).

Много сочинений Краузе издано после его смерти.